# 杉の革命
- 古代レバノンの歴史
- 中世レバノンの歴史
- 近代レバノンの歴史
- 現代レバノンの歴史
- レバノン危機
- レバノン内戦
- 杉の革命
- レバノン侵攻 (2006年)

杉の革命（すぎのかくめい、英：Cedar Revolution、アラビア語:ثورة الأرز ）は、レバノン（特にベイルート）を中心に、2005年2月14日のラフィーク・ハリーリー前首相暗殺によって発生した一連のデモ活動・市民活動のこととして使われている。
この運動の最終目標は、シリア軍のレバノンからの撤退、国際機関によるハリーリー暗殺についての調査、治安維持機構の設立、自由選挙に基づいた議会の設置である。最初に、この人々のデモが起こったときには、シリアは、その要求に応えることなく、14000人の軍隊と諜報機関の人員をレバノンに駐在させたままであった。デモが進むにつれ、2005年4月27日には、レバノンからの完全撤退を余儀なくされた。
シリアへの反対をアピールするために使われたシンボルは、白と赤のスカーフ、そして、青いリボンであった。また、モットーは、自由、主権、独立あるいは、真実、自由、国民の団結であった。

## 目標
杉の革命の最終目標は、1975年から30年間続いていたシリア軍のレバノンからの完全撤退である。加えて、1989年に、フランスへ向かったミシェル・アウン（en:Michel Aoun）の帰国とレバノン軍団の指導者であったサミール・ジャアジャア（en:Samir Geagea）の釈放であった。
具体的には、以下の視点をあげることが可能である。
- 全てのレバノン国民が、自由と独立を勝ち取るために団結すること。
- 親シリア派のカラミ政権の打倒。
- 国家治安機関に勤めている6人のレバノン人司令官を解雇すること。
- レバノンに駐留するシリア軍及び情報機関全員をレバノンから撤退させること。
- ハリーリーの暗殺を実行した犯人を検挙すること。
- 2005年春の段階で、シリアの干渉なしでの自由で、民主的な議会選挙を実施すること。

## 名前の由来

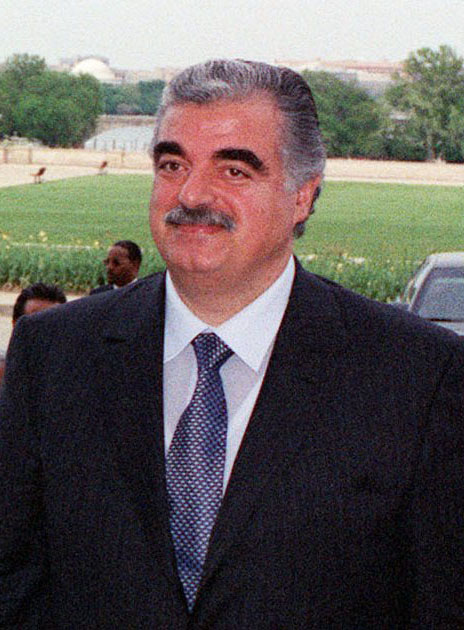
ラフィーク・ハリーリー

「杉の革命」という名前は、アメリカ人の外交官で保守派論客ポーラ・ジョン・ドブリアンスキーによる造語である。この造語が用いられるようになったのは、グルジアにおけるバラ革命、ウクライナにおけるオレンジ革命、イラクにおける紫の革命（これを主唱したのは、ジョージ・W・ブッシュ大統領である）と対比するためである。
また、この期間のレバノンの情勢について、別の表現として、「杉の春」という言葉も用いられることもある。この言葉は、「プラハの春」を意識しているものと思われる。当時のチェコスロバキアも政治的自由を求めて、ソ連の撤退を求めていたからである。この言葉は、現地メディアによって使われ、似たような表現として、「レバノンの春」、「2005年独立運動」、「アラブの春」も用いられた。
杉が用いられたのは、レバノンの国章・国旗として用いられているレバノン杉に由来する。

## 参加した政党
アルファベット順に並べると以下の通りとなる。
- レバノン民主主義左派運動（en:Democratic Left Movement (Lebanon)）
- 自由愛国運動（en:Free Patriotic Movement）
- 未来運動（en:Current for the Future）
- レバノン軍団（en:Lebanese Forces）
- 進歩社会党（en:Progressive Socialist Party）

## 発端
2005年2月14日、ハリーリー前首相を乗せた自動車がベイルート市内のセント・ジョージ・ホテルの前の通りを走行中に、大きな爆発が起こり、21人の死者と100人以上の負傷者を出したのが発端である。胸部に負傷を負ったバーシル・フライハーン（en:Bassel Fleihan）経済産業大臣も後に死亡した。この事件により、普段は宗派間の対立が目立つレバノンにおいては珍しく国民が団結し、大規模なデモが起きた。
暗殺が起きた数時間の間に、レバノン政府は、ベイルートからオーストラリアのシドニーへ飛んだ6人のオーストラリア人の逮捕の必要性があることを発表した。彼らは、事件が発生した3時間後に、手荷物なしで飛行機に乗り込んだため、容疑がかけられたとレバノン当局から発表があった。しかし、オーストラリアに到着後飛行機で容疑がかけられた人物を調査したオーストラリア当局は、爆薬反応が陰性であること、また、レバノン当局の発表と異なり、手荷物を保有していたことから、レバノン政府の嫌疑を晴らすこととなった。
決定的な証拠がないにもかかわらず、シリア政府の関与がうわさされるようになった。ハリーリーの死亡後、親シリア派であったウマル・カラーミーは首相の座を追われ、選挙管理内閣のナジーブ・ミーカーティー政権を経て反シリア派のフアード・シニオラに政権が渡ることになる。

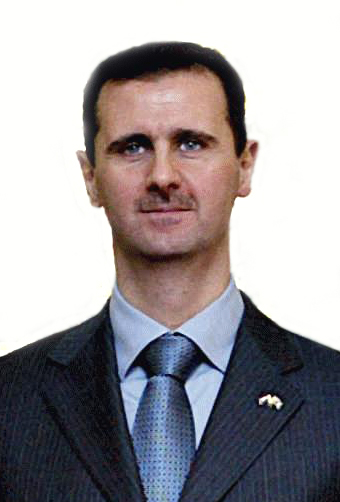
アサド大統領

ドゥルーズのリーダーで反シリア派のワリード・ジュンブラット(en:Walid Jumblatt)は、今回の暗殺劇に関しては、バッシャール・アル＝アサド大統領がハリーリーを自らのコントロール化に置くことを2004年8月に脅迫していたことを指摘した。その内容とは、「レバノンの大統領は、実質上は私である。もしも、あなた（とかつてのレバノンの宗主国であったフランス大統領のジャック・シラク）が私をレバノンから排除しようとするのであれば、レバノンを攻撃することだろう」というものであった。

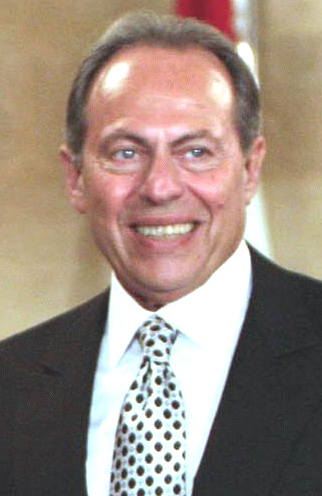
ラフード大統領

2005年2月21日、ハリーリー前首相暗殺に加えて、シリアのレバノン支配及び親シリア派の大統領であるエミール・ラフードを批判する数万人規模のデモンストレーションが展開された。その結果、毎週月曜日には、ベイルートのマーターズ広場（Martyrs' Square、デモを展開する人々によって「自由の広場」と名づけられた）において、デモンストレーションが行われた。加えて、ここでは、レバノン人による集会が継続的に行われた。
似たようなデモンストレーションは、レバノン移民が多く居住する都市であるシドニー（1万人以上のレバノン移民が居住する）、サンフランシスコ、パリ、デュッセルドルフ、モントリオール、ロンドンでも行われた。
ハリーリー前首相とシリアの亀裂は、シリアと親密な関係を築いていたラフード大統領の任期延長を可能にした憲法改正に対して、ハリーリーが反対の立場を採っていたことに起因している。

## 政権幹部の辞職
シリアによる占領状態に対しての日々の抗議に参加する人々の数は、25000人を数えた。1990年代の反シリアのデモ行進は、もっぱらキリスト教徒の手によって行われていたが、今回のデモ行進は、明らかに宗派間の壁を越えて行われた。このことは、独立以前から宗派間の対立が絶えることがなかったレバノンにおいては、稀有なことだといってもよい。
2月28日、親シリア派のウマル・カラーミー首相は、総選挙を実施する旨を宣言した上で、内閣総辞職した。「私は、政府が、国を良くしようと考えている人々の障害にならないものと考えている｣という声明を残した。ベイルートのMartys広場に集まった人々は、声高に、「カラーミーは陥落した。バッシャール、次はお前の番だ｣とシュプレヒコールをあげた。
だが、カラーミーの辞職だけでは人々は満足することはなく、さらにシリア軍の完全撤退を要求した。2004年10月1日の自動車爆弾テロで生き残ったMarwan Hamdehは、「私は、政府の刺激、怠惰、欠点を告発する」と述べた。
3月23日、レバノン国内の暗殺の調査を担当しているミシェル・アブー・アッラジュは、法廷スケジュールがタイトであることを引用しながらも、辞任を求められた。レバノンの司法省は、アッラジュの要求に速やかに答えるように求められた。アッラジュの辞任は、調査の遅れを結果としてもたらした。

## 国際社会の反応

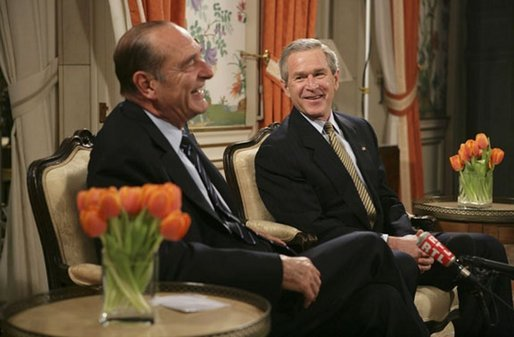
2005年2月21日にブリュッセルで会談したブッシュ米大統領とシラク仏大統領

ハリーリーの暗殺がシリアへの国際社会の圧力を増す引き金となった。アメリカ大統領のジョージ・W・ブッシュとフランス大統領のジャック・シラクは、暗殺を激しく非難し、国連決議1559の遵守を要求した。この決議は、シリア軍のレバノンからの撤退と南レバノンで勢力を持つヒズボラの武装解除を要求したものである。
ある一点で、シリアは喜んでレバノンから撤退するという程度の問題で、混乱があったようである。アラブ連盟の議長を務めるアムル・ムーサは、「アサド大統領は、2年間で段階的にレバノンから撤退することを約束した」と宣言したが、シリアの情報大臣マフディー・ダクラッラーは、「ムーサは誤解している。シリアは単に軍隊を東レバノンに移動させるだけだ」と述べた。その後、シリアは数年ではなく数ヶ月以内に国連決議1559の完全遵守が実行されるであろうと宣言した。
3月15日、国連調査団の調査した結果がもれたことによって、レバノン政府による暗殺の証拠隠蔽が明らかとなり、インディペンデント紙のコラムニストのロバート・フィスクは、ハリーリーの2人の子供が暗殺の危険があるので、レバノンから脱出することを主張した。

### フィッツジェラルド調査団の派遣

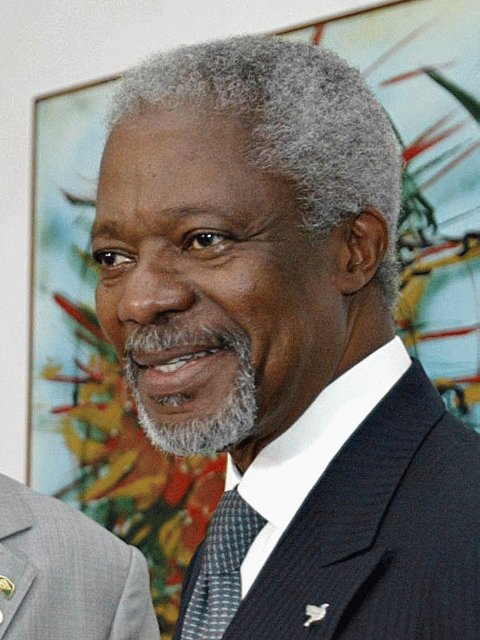
アナン事務総長

アメリカ、EU、国連は政治テロをいっせいに非難し、2月18日、国連は、調査ミッションを派遣することを発表した。コフィー・アナン国連事務総長は、安全保障理事会の要請を受ける形で、アイルランド、エジプト、モロッコの専門家を中心に、ピーター・フィッツジェラルドを責任者とするハリーリー暗殺に関しての調査団の派遣を発表した。フィッツジェラルド・レポート(en:FitzGerald Report)が発表される前に、アナンは、さらに包括的でなおかつ真相に迫ることができる調査団の派遣の必要性を訴えていた。フィッツジェラルドはレバノン政府の協力に感謝した。
3月24日、フィッツジェラルド・レポートが安全保障理事会のメンバーに配布された。このレポートにおいて、2つの内容が指摘された。第1がレバノンの治安組織の怠惰と執行能力が不十分であることであり、このことがハリーリーの保護に対しても不十分であったことから、暗殺に好都合な背景を用意したと結論付けた。また、レバノンの調査能力の不備を指摘した上で、国際独立調査委員会の設置を要求した。第2が、シリア指導部の厚顔振りである。ハリーリーはシリアのレバノン支配に障害になるので、暗殺されたという意見を紹介し、証拠を消すこともしない今回の暗殺劇は、シリアのレバノンに対する威圧的な態度のあらわれであるとした。

### シリアの反応
2005年3月2日、アサド大統領は、シリア軍が「2から3ヶ月の間には、レバノンから撤退するだろう」と声明を発表した。この声明に対して、ワリード・ジュンブラートは、以下のように反対意見を発表した。「すばらしいジェスチャーだ。しかし、2から3ヶ月という期間は極めて、あいまいなものである。私たちは明確なタイムスケジュールを要求する」。

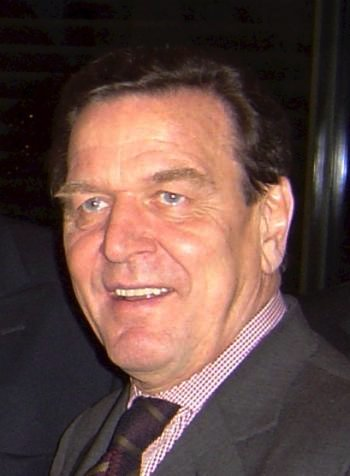
シュレーダー独首相

3月3日、ドイツと、冷戦時代の盟友であったロシアがシリアに対して国連決議1559の遵守を要求した。ゲルハルト・シュレーダー首相は、「シリア軍が速やかにレバノンから撤退することを求めている国連決議が達成されることによってのみ、レバノン自身の主権の回復と発展が可能となるだろう」と声明を発表した。

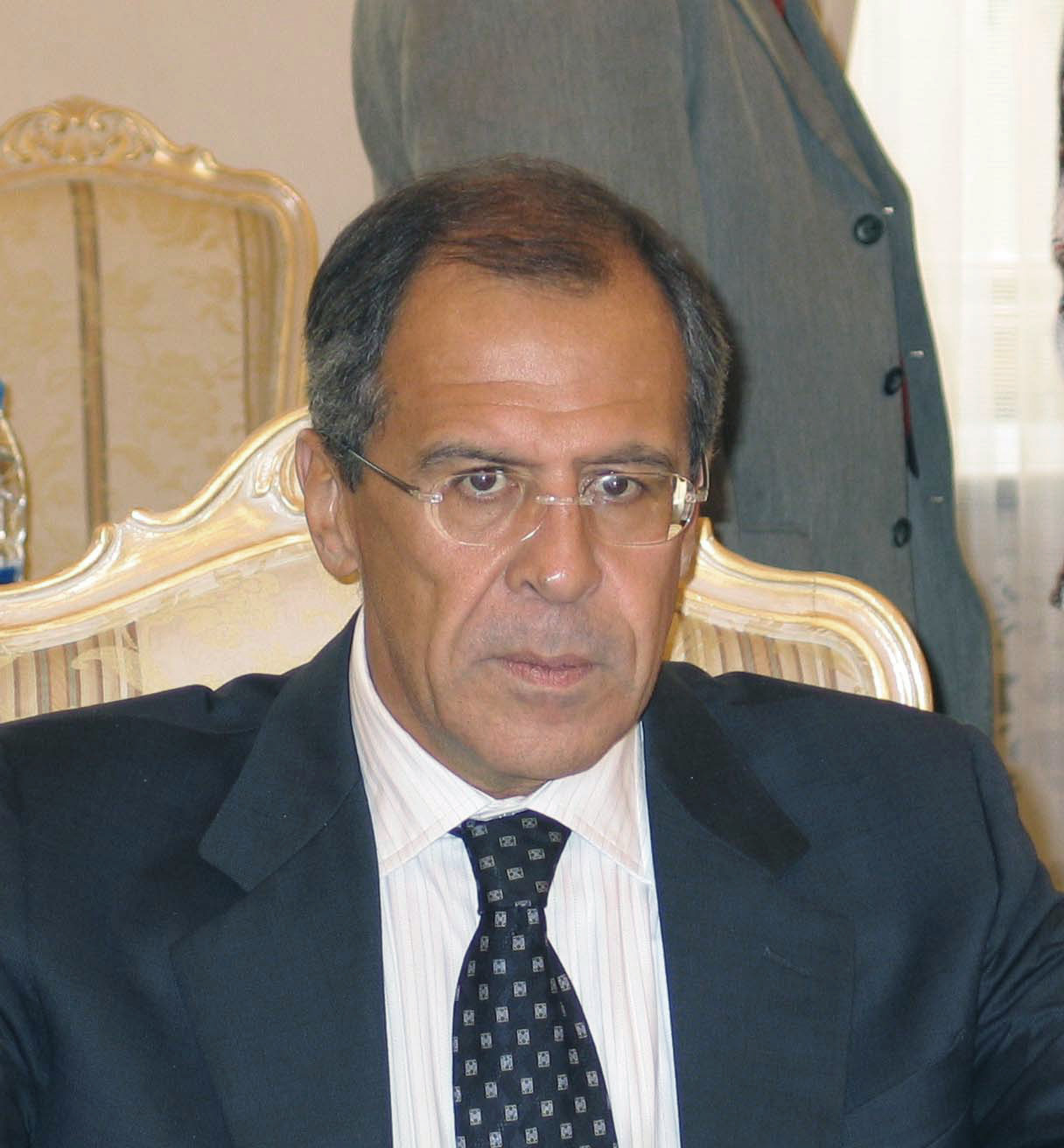
ラブロフ露外相

セルゲイ・ラブロフ外相の声明は、「シリアはレバノンから撤退をすべきである、しかし、私たち全員が、この撤退がレバノンが何とか保っているバランスを崩すようなことがないように保証すべきである｣というものであった。
3月5日、アサド大統領がテレビ演説では、シリアは、東レバノンのベッカー渓谷から軍隊を引き上げ、シリア・レバノン国境まで移動させると発表したが、具体的なタイムスケジュールの発表はなかった。
最終的には、4月9日から10日にかけての週末、レバノン内戦が勃発してから30年経過したその日に、レバノンに駐留していた最後のシリア軍がレバノンから撤退を完了した。

### アラブ世界の反応
アラブ世界もまた、レバノン国民のシリア軍の撤退要求に対して、参加した。アサドが、緊急に、サウジアラビア皇太子アブドゥッラー・ビン・アブドゥルアズィーズと相談するためにサウジアラビアを訪問した時に、アサドは、今すぐにシリアは国連安全保障理事会の要求に応えるように説得を受けたとされた。とはいえ、レバノンのデイリー・スター紙は、「会談では、最大で15000人の軍隊をレバノンから撤退させる準備があるが、3000人は、残留させる必要があると主張した」と報じられた。
アラブ連盟の首脳会議が、3月23日にアルジェリアで開催された。

## デモ行動の始まり

### 親シリア派のデモ
ヒズボラのリーダーであるハッサン・ナスララは、3月8日に、シリア支持とイスラエルとアメリカの国内干渉を批判する｢大規模集会｣の開催を呼びかけた。ナスララは国連決議1559を、「武器による抵抗の停止を呼びかけているけれども、われわれは武器による抵抗を必要としている」と批判した。加えて、「国連の全ての解決策は、（敵視している）イスラエルに自由な行動を与えている。イスラエルは、自らが犯してきた罪の説明とわれわれが要求している報いに対して説明しなければならない立場であるにもかかわらずである」と結んだ。

### 反シリア派のデモ
ハリーリー前首相暗殺後1ヶ月の3月14日、レバノン市民数十万人の群衆が大きなレバノン国旗を持ち「自由、主権、独立」と叫びながらベイルート市街地中心部をデモ行進した。このデモは国中に広がり、街によっては交通マヒを引き起こした。デモは反シリアを掲げる各派（ハリーリー家等も含む）によって呼びかけられ、ハリーリー家率いる民間メディア財閥の一社Future TVとレバノン放送インターナショナル（LBCI）等のメディアが右翼キリスト教系政党レバノン軍団と連携し群衆を扇動した。
ハリーリーの努力により再興された新興地区の中心地で、ハリーリー前首相の墓碑が設けられていたマーターズ広場（Martyrs' Square）で発生。レバノン内戦時に各派がこのマーターズ広場にて抗争を行ない、結果として荒れ果て使用不可地区となっていた場所だ。
レバノン市民はハリーリー前首相暗殺について国際的調査とレバノン政府内のシリア派追放、シリア軍のレバノンからの完全撤退を要求した。

## 爆破と暗殺

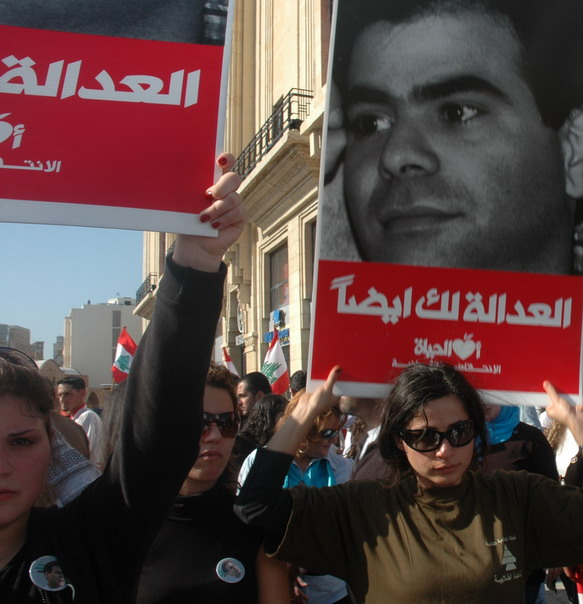
ピエール・ジェマイエル大臣のポスターを掲げる抗議集会参加者達

2005年は3月初頭から年中を通し、連続爆破暗殺事件がレバノンを揺るがした。レバノン内政へのシリアの関与を声高に批判していた左派ジャーナリストサミール・カッシール、共産党書記長ジョージ・ハウィ、ギブラン・トエニなど政治家や知識人等が連続して暗殺された。さらにキリスト教徒居住区は爆破のターゲットとなった。

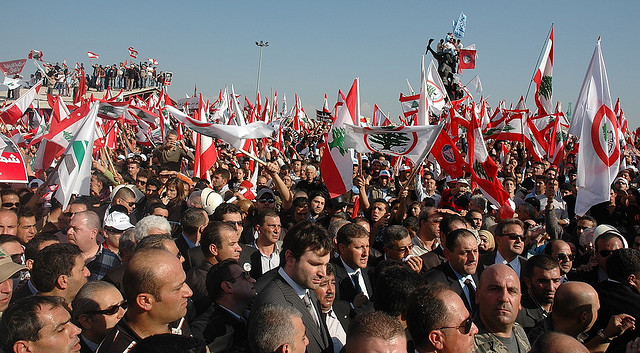
ピエール・ジェマイエル大臣の葬儀

攻撃は2005年で終わらず、翌年には元大統領アミン・ジュマイエルの息子ピエール・ジェマイエル産業大臣が射殺され、2007年には6月にワリード・アイド議員、9月にアントワーヌ・ガネム議員が共に自動車爆弾にて爆殺。ガネムはハリーリー前首相暗殺後に、暗殺された6人目の独立派閣僚となった。

## シリア軍の撤退
2005年4月26日に国際的報道機関と国連はシリア軍と諜報機関はレバノンからの撤退として国境を越えたと報道。シリア政府は、2004年9月に決議された国連決議1559に基づきレバノンから撤退したと公式に国連に通告した。国連への報告の中で、シリア外相ファルーク・シャラは「レバノン側の要請とアラブ地域全体の要請に基づき、レバノン駐在の全てのシリア・アラブ軍及び安全保障機関とその資産の撤退を完了したと、我が国政府は公式に連絡すべく」と発言。4月27日には、レバノン国民はシリア駐屯から解放された初日を祝った。また同日ワシントン・ポストは、アメリカ合衆国、欧州各国及び国連の関係者によるとシリアはレバノンにおける諜報機関のほとんどを撤退させておらず、29年間に亘る内政干渉について終止符を打ったと言う宣言を実行していない、と報道した。5月25日に同様の内容がライス国務長官からも発表された。

## 民主主義の波
「杉の革命」の参加者も傍観者もこの「革命」は民主主義を標榜する近隣地域の近年の一連の動きに影響されたものなのか自問している。レバノン・ドゥルーズ党党首のワリード・ジュンブラートはワシントン・ポストに対し「自分が言うのも奇妙だが、この変革プロセスはアメリカ合衆国のイラク侵攻に端を発している。イラクにとっては皮肉だが、3週間前のイラク国民800万人の投票を見ると、新しいアラブ世界の幕開けとなったと見ている」と発言している。
また、シリアの覇権へのレバノン国民の嫌悪は数十年の間にもくすぶり続けていて、人気のあった政治主導者の暗殺が発火点となり、地域の影響力からの自立運動の発端となった、と見る他の見方もある。例えばレバノンの野党党首で左派記者のサミール・カッシールは「民主主義がこの地域で広がりつつあるのは、ジョージ・W・ブッシュのおかげではない」と書いている。ブッシュはレバノンの活動家に影響を与えたというより、パレスチナ人蜂起の方にもっと影響を与えたとしている。
他の評論家は、主にレバノンの都市近郊での存在感を持っていたレバノン軍の見え方が変わっただけで、レバノン外交へのシリアの影響力は依然健在で、実際にはほとんど変化していないと警告する者もいる。「革命はまだ不十分」として祝祭ムードを急ぐ国民に警告する評論家もいる。
その後ウマル・カラーミーが2005年4月13日に辞職し、総選挙が告示された。サード・ハリーリー率いる未来運動が筆頭の3月8日同盟が勝利し、国民議会にて反シリア連立政権を打ち立てた。